# Phong tỏa Hồ Bắc 2020
Vào ngày 23 tháng 1 năm 2020, chính quyền trung ương của Cộng hòa Nhân dân Trung Hoa áp đặt phong tỏa ở Vũ Hán, Hồ Bắc trong nỗ lực cách ly tâm chấn của dịch virus corona 2019–20 (2019-nCoV) để ngăn chặn dịch bệnh. Đây là trường hợp đầu tiên được ghi nhận trong lịch sử hiện đại về việc phong tỏa một thành phố lớn gồm 11 triệu dân. Vụ việc này thường được gọi là "Phong tỏa Vũ Hán" (tiếng Trung: 武汉封城; bính âm: Wǔhàn fēng chéng) trên các phương tiện truyền thông. Tổ chức Y tế Thế giới (WHO) tuyên bố rằng việc phong tỏa vượt quá hướng dẫn của họ, nhưng cũng khen ngợi hành động này, gọi nó là "chưa từng có trong lịch sử y tế công cộng". Việc phong tỏa Vũ Hán đặt ưu tiên cho các biện pháp tương tự ở các thành phố khác của Trung Quốc. Trong vài giờ sau khi phong tỏa vũ Hán, hạn chế đi lại cũng được áp dụng cho các địa cấp thị lân cận Hoàng Cương và Ngạc Châu và cuối cùng bị áp đặt lên 12 thành phố khác trong tỉnh Hồ Bắc, ảnh hưởng đến tổng cộng khoảng 52 triệu người.

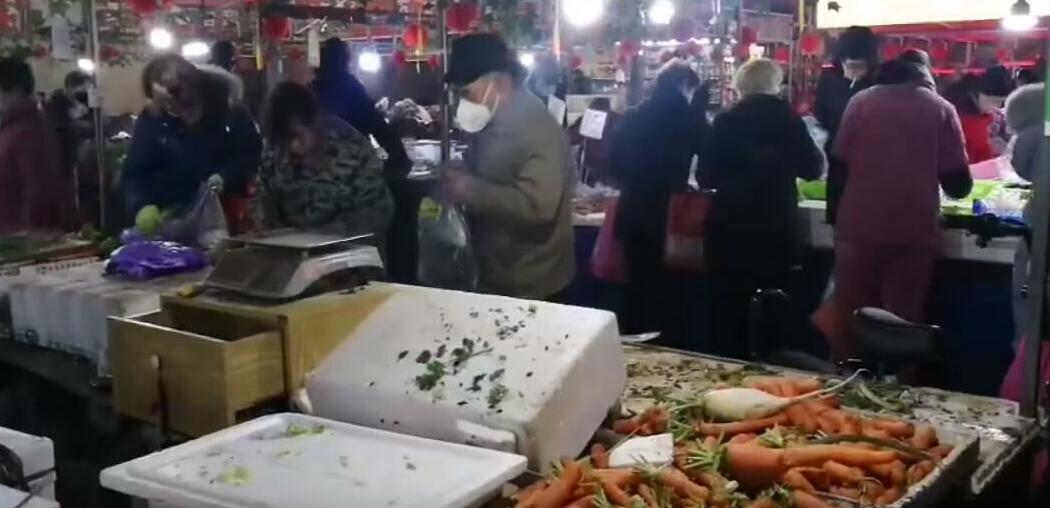
Người dân Vũ Hán vội vàng đi mua rau

Vào ngày 2 tháng 2 năm 2020, giới hạn 7 ngày được áp đặt lên Ôn Châu, Chiết Giang, theo đó mỗi hộ gia đình được phép có một người rời khỏi nhà vào ngày hôm ấy để cung cấp cho các ngày còn lại. 14 trong số 54 lối ra đường cao tốc ở Ôn Châu cũng bị đóng cửa, đặt thành phố khoảng 9 triệu người này, cũng là nơi đầu tiên bên ngoài Hồ Bắc, trong tình trạng bán phong tỏa.

## Bối cảnh
Vũ Hán là thủ phủ của tỉnh Hồ Bắc ở Trung Quốc. Với dân số hơn 11 triệu người, đây là thành phố lớn nhất ở Hồ Bắc, thành phố đông dân nhất ở Hoa Trung, thành phố đông dân thứ bảy ở Trung Quốc và là một trong chín Thành thị Trung tâm Quốc gia của quốc gia này. Vũ Hán nằm ở phía Đông đồng bằng Giang Hán, trên ngã ba sông Dương Tử và phụ lưu lớn nhất của nó là sông Hàn. Đây là một trung tâm giao thông lớn, với hàng chục tuyến đường sắt, đường bộ, đường cao tốc đi qua thành phố và kết nối với các thành phố lớn khác. Do vai trò quan trọng của nó trong vận tải nội địa, Vũ Hán được gọi là "đại lộ giữa chín tỉnh" (九省通衢) và đôi khi được gọi là "Chicago của Trung Quốc".

## Phong tỏa

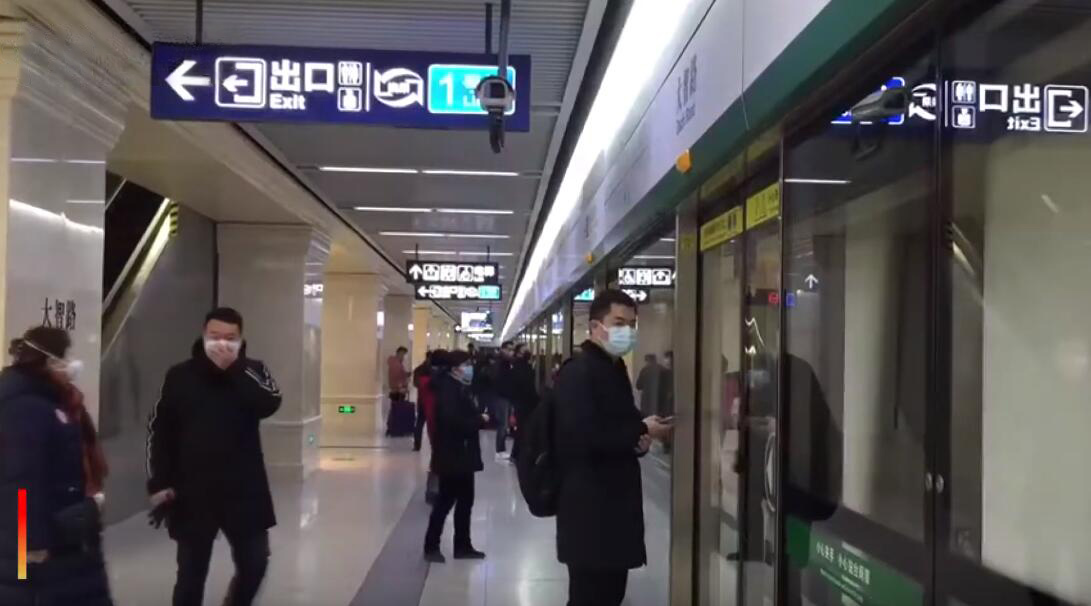
Chuyến tàu cuối cùng trên tàu điện ngầm Vũ Hán trước khi bị phong tỏa

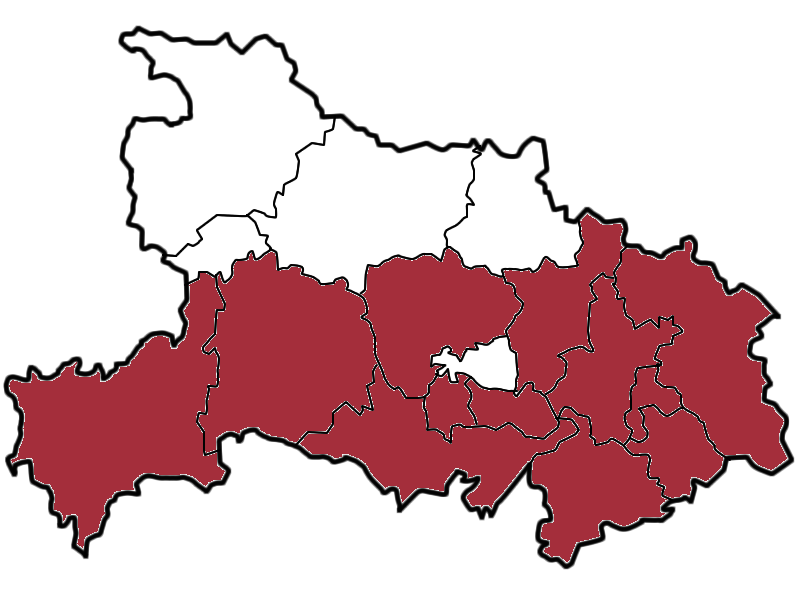
Bản đồ các đơn vị hành chính của Hồ Bắc bị phong tỏa

Vào giữa tháng 12 năm 2019, một nhóm bệnh nhân mới, nhiều người có liên quan đến Chợ bán buôn hải sản Hoa Nam ở Vũ Hán, bị viêm phổi mà không có nguyên nhân rõ ràng. Các nhà khoa học Trung Quốc sau đó cho rằng bệnh viêm phổi có liên quan đến một chủng virus corona mới, ban đầu gọi là 2019-nCoV.
Vào ngày 10 tháng 1 năm 2020, báo cáo trường hợp tử vong đầu tiên và 41 trường hợp bị nhiễm virus corona mới được xác nhận lâm sàng.
Đến ngày 22 tháng 1 năm 2020, các thành phố và tỉnh lớn ở Trung Quốc đã báo cáo tổng cổng 571 trường hợp được xác nhận và 17 trường hợp tử vong. Các quốc gia và khu vực khác, bao gồm Hồng Kông, Ma Cao, Đài Loan, Thái Lan, Nhật Bản, Hàn Quốc và Hoa Kỳ, cũng báo cáo xác nhận nhiều trường hợp.
Vào lúc 2 giờ sáng ngày 23 tháng 1 năm 2020, chính quyền đưa ra thông báo cho người dân Vũ Hán biết rằng từ 10 giờ sáng, tất cả các phương tiện giao thông công cộng, bao gồm xe buýt, đường sắt, chuyến bay và dịch vụ phà sẽ bị đình chỉ. Sân bay Vũ Hán, nhà ga đường sắt Vũ Hán và tàu điện ngầm Vũ Hán đều bị đóng cửa. Người dân Vũ Hán cũng không được phép rời khỏi thành phố mà không có sự cho phép của chính quyền. Thông báo gây ra một cuộc di cư từ Vũ Hán. Ước tính 300.000 người được báo cáo đã rời Vũ Hán một mình trước 10 giờ sáng. Đến chiều ngày 23 tháng 1, chính quyền bắt đầu đóng cửa một số đường cao tốc chính rời Vũ Hán. Việc phong tỏa diễn ra hai ngày trước Tết Nguyên đán, lễ hội quan trọng nhất cả nước và theo truyền thống là mùa du lịch cao điểm, khi hàng triệu người Trung Quốc đi du lịch khắp đất nước.
Sau sự phong tỏa Vũ Hán, các hệ thống giao thông công cộng ở hai trong số các địa cấp thị lân cận của Vũ Hán là Hoàng Cương và Ngạc Châu cũng bị phong toả. Tổng cộng có 12 đơn vị hành chính khác ở Hồ Bắc, từ cấp huyện đến cấp địa khu, bao gồm Hoàng Thạch, Kinh Châu, Nghi Xương, Hiếu Cảm, Kinh Môn, Tùy Châu, Hàm Ninh, Tiềm Giang, Tiên Đào, Thập Yển và Thiên Môn, bị hạn chế đi lại vào cuối ngày 24 tháng 1, đưa số người bị ảnh hưởng lên hơn 50 triệu.
| Thành phố   | Thành phố | Cấp                     | Dân số ước tính | Số ca bị nhiễm | Số ca tử vong | Tỷ lệ tử vong |
| ----------- | --------- | ----------------------- | --------------- | -------------- | ------------- | ------------- |
| Vũ Hán      | 武汉      | Thành phố phó tỉnh      | 11.081.000      | 3.215          | 192           | 5.97%         |
| Hoàng Cương | 黄冈      | Tỉnh                    | 6.630.000       | 726            | 14            | 1.93%         |
| Hiếu Cảm    | 孝感      | Tỉnh                    | 4.915.000       | 6              | 12            | 1.91%         |
| Tùy Châu    | 随州      | Tỉnh                    | 2.580.000       | 304            | 1             | 0.33%         |
| Kinh Châu   | 荆州      | Tỉnh                    | 5.590.200       | 287            | 4             | 1.39%         |
| Nghi Xương  | 宜昌      | Tỉnh                    | 4.135.900       | 276            | 1             | 0.36%         |
| Kinh Môn    | 荆门      | Tỉnh                    | 2.896.500       | 251            | 5             | 1.99%         |
| Ngạc Châu   | 鄂州      | Tỉnh                    | 1.077.700       | 227            | 9             | 3.96%         |
| Hoàng Thạch | 黄石      | Tỉnh                    | 2.470.700       | 209            | 2             | 0.96%         |
| Hàm Ninh    | 咸宁      | Tỉnh                    | 2.543.300       | 206            | -             | -             |
| Thập Yển    | 十堰      | Tỉnh                    | 3.340.800       | 177            | -             | -             |
| Tiên Đào    | 仙桃      | Huyện & phó địa cấp thị | 1.140.500       | 97             | 1             | 1.03%         |
| Ân Thi      | 恩施      | Huyện                   | 777.000         | 87             | -             | -             |
| Thiên Môn   | 天 门     | Huyện & phó địa cấp thị | 1.731.500       | 82             | 7             | 8.54%         |
| Tiềm Giang  | 潜江      | Huyện & phó địa cấp thị | 966.000         | 27             | 1             | 3.7%          |
|             |           |                         | 51.876.100      | 6.799          | 249           | 3.66%         |

## Tác động và phản ứng
Cuộc di cư khỏi Vũ Hán trước khi phong tỏa đã dẫn đến phản ứng giận dữ trên Weibo từ cư dân ở các thành phố khác, những người lo ngại rằng điều đó có thể dẫn đến việc phát tán coronavirus mới đến thành phố của họ. Một số người ở Vũ Hán lo ngại về sự sẵn có của các điều khoản và đặc biệt là vật tư y tế trong thời gian phong tỏa.
Tổ chức Y tế Thế giới gọi cuộc phong tỏa Vũ Hán là "chưa từng có" và nói rằng nó cho thấy "các cơ quan chức năng đã cam kết như thế nào để ngăn chặn một đợt bùng phát virus". Tuy nhiên, WHO làm rõ động thái này không phải là một khuyến nghị mà họ đã đưa ra và các nhà chức trách phải chờ xem nó hiệu quả thế nào. Trong một tuyên bố khác, WHO cho rằng khả năng phong tỏa cả một thành phố thế này là "mới đối với khoa học".
Sau khi công bố việc phong tỏa Vũ Hán, Chỉ số CSI 300, một thước đo tổng hợp của 300 cổ phiếu hàng đầu tại các sở giao dịch chứng khoán Thượng Hải và Thâm Quyến, giảm gần 3% vào ngày 23 tháng 1 năm 2020, mức thua lỗ lớn nhất trong gần 9 tháng.
Quy mô chưa từng có của việc phong tỏa này đã gây ra tranh cãi và ít nhất một chuyên gia đã chỉ trích biện pháp này là "kinh doanh rủi ro" rằng "có thể rất dễ gây tác động ngược" bằng cách buộc những người khỏe mạnh ở Vũ Hán phải ở trong điều kiện tiếp xúc với những người nhiễm bệnh. Việc cách ly một thành phố 11 triệu người làm dấy lên mối lo ngại về mặt đạo đức. Nó được đem ra so sánh với việc phong tỏa khu dân cư West Point nghèo ở Liberia trong đợt bùng phát Ebola 2014. Việc phong tỏa nơi này được dỡ bỏ chỉ sau mười ngày.
Việc phong tỏa đã gây ra sự hoảng loạn tại thành phố Vũ Hán, nhiều người đã bày tỏ lo ngại về khả năng đối phó với dịch bệnh của thành phố. Vẫn chưa biết liệu lượng chi phí lớn của biện pháp này, cả về tài chính lẫn tự do cá nhân, có thể kiểm soát dịch bệnh một cách hiệu quả hay không.
Nhà nghiên cứu lịch sử y học Howard Markel lập luận rằng chính phủ Trung Quốc "có thể đang phản ứng thái quá, áp đặt một gánh nặng phi lý lên dân chúng" và "Những hạn chế gia tăng được thực thi đều đặn và minh bạch có xu hướng hoạt động tốt hơn nhiều so với các biện pháp hà khắc".